# Zbigniew Nawrocki (historyk)
Zbigniew Nawrocki (ur. 28 grudnia 1959 w Wadowicach, zm. 1 lipca 2017 w Chmielniku) – polski historyk, doktor nauk humanistycznych, nauczyciel akademicki, ppłk ABW.

## Życiorys
W latach 1981–1987 odbył studia w zakresie historii w Wyższej Szkole Pedagogicznej w Rzeszowie. Obronił pracę magisterską na temat szkolnictwa wojskowego w Królestwie Polskim (1815-1830), napisaną pod kierunkiem prof. Władysława Ćwika. Zaangażował się w działalność opozycyjną w PRL, należał do Niezależnego Zrzeszenia Studentów od 1981, a pod koniec tego roku był członkiem Komitetu Strajkowego w WSP. W 1998 uzyskał stopień naukowy doktora na podstawie pracy dotyczącej działalności organów bezpieczeństwa publicznego w województwie rzeszowskim w latach 1944–1949, obronionej na Uniwersytecie Jagiellońskim pod kierunkiem prof. Jana Drausa.
Od września 2000 był dyrektorem oddziału Instytutu Pamięci Narodowej w Rzeszowie. Od stycznia 2006 do 2010 był dyrektorem Biura Udostępniania i Archiwizacji Dokumentów IPN w Warszawie. Następnie pracował w Agencji Bezpieczeństwa Wewnętrznego na stanowisku dyrektora Centralnego Ośrodka Szkoleniowego ABW. Od 2006 do 2010 pełnił funkcję przewodniczącego polsko-ukraińskiej grupy roboczej historyków i archiwistów, która zajmowała się badaniami naukowymi oraz przygotowywała publikacje źródłowe w ramach serii „Polska i Ukraina w latach 30. I 40. XX wieku. Nieznane dokumenty z archiwów służb specjalnych”. Od roku akademickiego 2001/2002 był wykładowcą w Państwowej Wyższej Szkole Wschodnioeuropejskiej w Przemyślu. Pełnił funkcję wiceprzewodniczącego Kapituły Nagrody „Kustosz Pamięci Narodowej”.
Publikował pracę w dziedzinie historii najnowszej. Był sekretarzem redakcji pisma naukowego „Studia Rzeszowskie” (tomy od 1 do 10). Zainicjował powstanie i został pierwszym redaktorem naczelnym tomów 1-9 periodyku „Aparat Represji w Polsce Ludowej 1944–1989”. Był także sekretarzem i redaktorem naczelnym czasopisma „Przegląd Bezpieczeństwa Wewnętrznego” (numery tomów 5–13) oraz zasiadał w radzie programowej czasopisma „Pamięć i Sprawiedliwość”.
Zmarł nagle 1 lipca 2017. Został pochowany na cmentarzu w Chmielniku.
Był mężem Ewy Leniart, także dyrektor oddziału IPN w Rzeszowie.

## Publikacje
- Zamiast wolności. UB na Rzeszowszczyźnie 1944–1949 (1998)[3]
- Przeciw Solidarności 1980–1989. Rzeszowska opozycja w tajnych archiwach Ministerstwa Spraw Wewnętrznych (2000)[3]
- Rozpracowanie i likwidacja Rzeszowskiego Wydziału WiN w dokumentach UB (1945–1949) (2001)[3]
- Rok pierwszy: powstanie i działalność aparatu bezpieczeństwa publicznego na Rzeszowszczyźnie (sierpień 1944–lipiec 1945) (2005)[3]
- Współpraca SB MSW PRL z KGB ZSRR w latach 1970–1990. Próba bilansu (2013)

## Odznaczenia i wyróżnienia
- Nagroda im. Jerzego Łojka (2000)[3]
- Krzyż Komandorski Orderu Odrodzenia Polski (6 kwietnia 2009, postanowieniem Prezydenta RP Lecha Kaczyńskiego „za wybitne zasługi w dokumentowaniu i upamiętnianiu prawdy o najnowszej historii Polski”)[9]